# Joel McCrea
Joel Albert McCrea (South Pasadena, 5 november 1905 - Los Angeles, 20 oktober 1990) was een Amerikaans acteur, wiens carrière een tijdsperiode van 50 jaar bestrijkt. Hij speelde in die 50 jaar in meer dan 90 films.

## Biografie

### Jonge jaren
McCrea werd geboren als zoon van Thomas McCrea, een medewerker van de L.A. Gas & Electric Company. In zijn jeugd was hij krantenjongen voor de Los Angeles Times, waarbij hij onder andere in contact kwam met Cecil B. DeMille en andere mensen uit de filmindustrie. Hij was tevens getuige van de opnames van D.W. Griffiths film Intolerance, en had een figurantenrol in een filmreeks met Ruth Roland.
McCrea studeerde aan de Hollywood High School en het Pomona College. Bij die laatste volgde hij acteerlessen en was hij een vast gezicht in het Pasadena Playhouse. Hij kluste in zijn middelbareschooltijd al bij als stuntman. In 1927 kreeg hij een contract bij MGM, waar hij zijn eerste grote rol kreeg in The Jazz Age (1929). Zijn eerste hoofdrol was in The Silver Horde. In 1930 vertrok hij naar RKO.

### Carrière

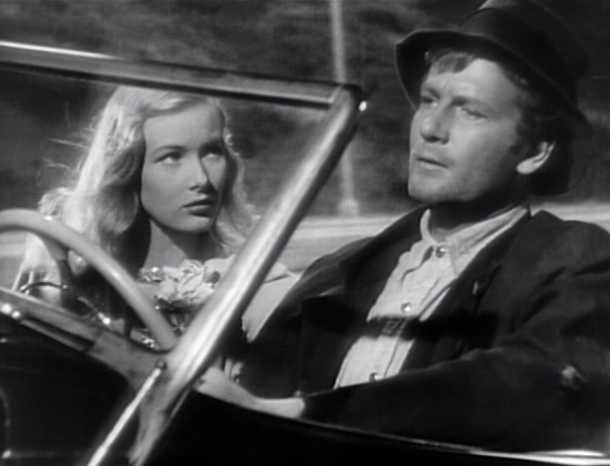
Joel McCrea en Veronica Lake in Preston Sturges' Sullivan's Travels (1941)

In 1932 speelde McCrea in de film Bird of Paradise (1932), die de nodige controverse veroorzaakte vanwege enkele naaktscènes. In 1932 speelde hij samen met Fay Wray in The Most Dangerous Game.
In 1934 was hij voor het eerst samen te zien met de twee actrices waar hij het vaakst mee zou samenwerken: Miriam Hopkins (The Richest Girl in the World) en Barbara Stanwyck (Gambling Lady). In 1937 was hij de eerste acteur die de rol van Dr. Kildare speelde in de film Internes Can't Take Money . Hij speelde tevens in twee Westerns: Wells Fargo (1937) en Union Pacific (1939).
Het hoogtepunt van McCrea's carrière was begin jaren 40, met films als Alfred Hitchcocks Foreign Correspondent (1940), The More the Merrier (1943) van George Stevens, en twee films van Preston Sturges' Sullivan's Travels (1941), en The Palm Beach Story (1942). Hij speelde in deze jaren ook in twee Westerns van William A. Wellman: The Great Man's Lady (1942), wederom samen met Stanwyck, en Buffalo Bill (1944). Na het succes van de film The Virginian besloot McCrea zich geheel te gaan richten op Westerns, met als enige de Britse film Rough Shoot (1953).

### Persoonlijk leven
In 1933 trouwde McCrea met actrice Frances Dee, wie hij had leren kennen op de set van The Silver Cord. Het koppel was samen te zien in vijf films: The Silver Cord (1933), One Man's Journey (1933), Come and Get It (1936), Wells Fargo (1937), Four Faces West (1948) en Cattle Drive (1951). Samen kregen ze drie kinderen: David, Peter en Jody. Jody volgde in zijn ouders voetsporen en werd ook acteur. McCrea en Dee bleven tot aan McCrea's dood getrouwd.

### Later leven
In 1959 speelden McCrea en zijn zoon Jody samen in de tv-serie Wichita Town, die slechts 1 seizoen liep. Een paar jaar later speelde McCrea samen met collega-Westernveteraan Randolph Scott in Ride the High Country (1962). Dit zou vier jaar lang zijn laatste film zijn. In 1966 kwam hij terug met The Young Rounders (1966). Zijn laatste film was Mustang Country uit 1976.
In 1968 kreeg McCrea een career achievement award van de L.A. Film Critics Association. Hij werd ook opgenomen in de Western Performers Hall of Fame van het National Cowboy & Western Heritage Museum in Oklahoma City, en kreeg twee sterren op de Hollywood Walk of Fame; een voor zijn filmcarrière, en een voor zijn radiocarrière.
Op 3 oktober 1990 verscheen McCrea voor het laatst in het openbaar. Hij stierf drie weken later op 84-jarige leeftijd in het Motion Picture & Television Country House and Hospital aan de gevolgen van longontsteking.

## Gedeeltelijke filmografie
- Torrent (1926) stunts
- The Enemy (1927) extra
- The Jazz Age (1929)
- Dynamite (1929)
- The Silver Horde (1930)
- Girls About Town (1931)
- Kept Husbands (1931)
- Business and Pleasure (1932)
- The Lost Squadron (1932)
- Bird of Paradise (1932)
- The Most Dangerous Game (1932)
- The Sport Parade (1932)
- Rockabye (1932)
- Bed of Roses (1933)
- Chance at Heaven (1933)
- The Silver Cord (1933)
- One Man's Journey (1933)
- Gambling Lady (1934)
- The Richest Girl in the World (1934)
- Private Worlds (1935)
- Barbary Coast (1935)
- Our Little Girl (1935)
- Banjo on My Knee (1936)
- These Three (1936)
- Two in a Crowd (1936)

- Adventure in Manhattan (1936)
- Come and Get It (1936)
- Internes Can't Take Money (1937)
- Dead End (1937)
- Wells Fargo (1937)
- Youth Takes a Fling (1938)
- Union Pacific (1939)
- They Shall Have Music (1939)
- Espionage Agent (1939)
- He Married His Wife (1940)
- Primrose Path (1940)
- Foreign Correspondent (1940)
- Sullivan's Travels (1941)
- The Great Man's Lady (1942)
- The Palm Beach Story (1942)
- The More the Merrier (1943)
- Buffalo Bill (1944)
- The Great Moment (1944)
- The Unseen (1945)
- The Virginian (1946)
- Ramrod (1947)
- Four Faces West (1948)
- South of St. Louis (1949)
- Colorado Territory (1949)
- The Outriders  (1950)

- Stars in My Crown (1950)
- Saddle Tramp (1950)
- Frenchie (1950)
- Cattle Drive (1951)
- The San Francisco Story (1952)
- Rough Shoot (1953)
- Lone Hand (1953)
- Border River (1954)
- Black Horse Canyon (1954)
- Stranger on Horseback (1955)
- Wichita (1955)
- The First Texan (1956), featuring son Jody McCrea
- The Oklahoman (1957)
- Trooper Hook (1957)
- The Tall Stranger (1957)
- Cattle Empire (1958)
- Fort Massacre (1958)
- The Gunfight at Dodge City (1959)
- Ride the High Country (1962)
- The Young Rounders (1966)
- Sioux Nation (1970)
- Cry Blood, Apache (1970), samen met Jody McCrea
- Mustang Country (1976)